# Stowarzyszenie Inżynierów i Techników Przemysłu Chemicznego
Stowarzyszenie Inżynierów i Techników Przemysłu Chemicznego (SITPChem) – organizacja użyteczności społecznej, zrzeszająca inżynierów i techników chemików oraz zawodów pokrewnych, wchodząca w skład Federacji Stowarzyszeń Naukowo-Technicznych NOT.